# Valsspelen

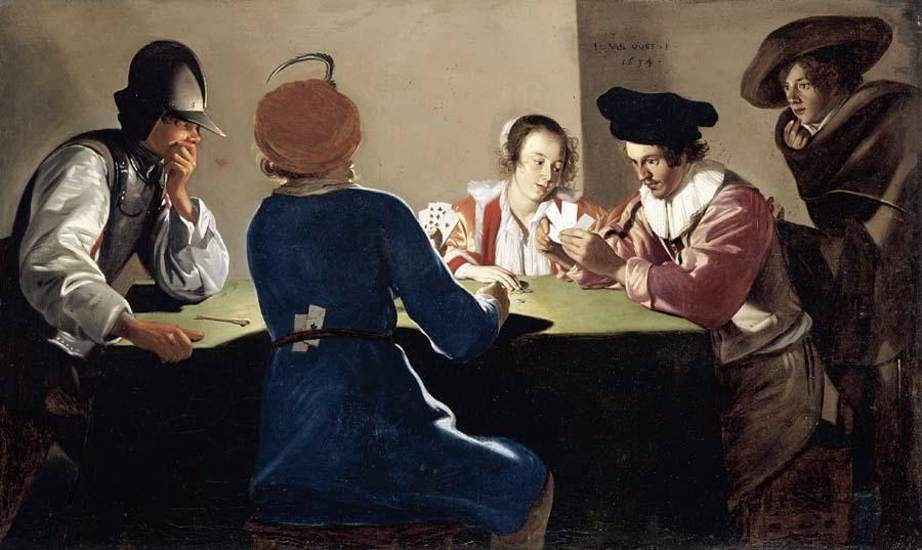
Schilderij van Jacob I van Oost, 1634

Valsspelen of vals spelen is het heimelijk overtreden van de regels van een sport, spel of puzzel om zo de uitslag te manipuleren. Het resultaat zal hierdoor niet de werkelijke prestaties van de deelnemers reflecteren. Ook als het een solitaire activiteit is zonder financieel belang en zonder dat een verkeerde voorstelling van zaken gegeven wordt over de prestaties tegenover anderen, wordt het bij een online game soms door de ontwikkelaar verboden.
Vals spelen kan gezien worden als vorm van fraude. Wanneer grote financiële belangen of een reputatie op het spel staan, wordt dit zeer serieus genomen. In sommige gevallen kan valsspelen tot strafrechtelijke vervolging van de dader leiden. Iemand die vals speelt wordt een valsspeler genoemd. 

## Spel
De meest bekende vorm van valsspelen is het overtreden van de regels bij (kinder)spelletjes. Dit kan op allerlei manieren, bijvoorbeeld door bij verstoppertje tot 50 in plaats van tot 100 te tellen, of bij quizspellen stiekem de antwoorden te bekijken. Daar dit vrij onschuldige situaties zijn, zal het de valsspeler bij ontdekking hooguit op sociale uitsluiting komen te staan.

## Computerspellen
Computerspellen bevatten soms al dan niet opzettelijk ingebrachte cheats. Meestal bemakkelijken deze cheats het spelen van het spel. Ze geven bijvoorbeeld onbeperkte munitie in een first-person shooter, verschaffen onbeperkte financiële middelen in simulatiespellen als SimCity, of verhogen het niveau van alle personages in een RPG tot level 99. Het enige gevolg van het gebruiken van een cheat, is dat de uitdaging van het spel verdwijnt. Tevens wordt, na het invoeren van een of meerdere cheats, bij sommige spellen de behaalde score in een level niet meegerekend.
Bij multiplayer online spelen kijkt men echter anders tegen het gebruik van cheats aan. De fabrikant wil hier uiteraard dat alle spelers plezier aan het spel beleven en dat niet die paar die kunnen cheaten een onevenredig voordeel behalen. Daarom staan er sancties op zowel valsspelen als op het misbruiken van de spelregels. De zwaarste sanctie die kan worden uitgedeeld is verwijdering van het account van de valsspeler, gecombineerd met een ban. Een voorbeeld van een bekend Anti-Cheatsoftware programma is Valve Anti-Cheat.
Ook buiten het spel kan men valsspelen. In september 2007 werd bijvoorbeeld een 13-jarige RuneScape-speler, onder bedreiging en na mishandeling door twee oudere jongens, gedwongen om zijn account af te staan.

## Sport
Ook bij sporten kan men valsspelen. Een manier van valsspelen bij jeugdsporten is bijvoorbeeld het indelen van oudere of betere spelers in een "lager" of jonger team. Met name op hoger amateursniveau wordt anders tegen valsspelen aangekeken en zal de sportbond een klacht hierover zeer ernstig nemen. Valsspelen kan de dader op sancties komen te staan, zoals schorsing of verwijdering van de club.
Op professioneel niveau is valsspelen een doodzonde, met name omdat de spelers hier betaald krijgen. De meestgebruikte vorm van valsspelen is het gebruik van doping. Ook het van tevoren afspraken maken met de tegenpartij over een wedstrijd, wordt als valsspelen gezien. Dit kan namelijk lucratief zijn, als bijvoorbeeld op de wedstrijden gewed is, of als een bepaalde eindstand gunstig is voor de plaats van een club in de competitie. De sportbond kan zelf sancties als degradatie, schorsing en verwijdering opleggen, en kan bij de ernstigere gevallen aangifte doen waarop het Openbaar Ministerie een strafvervolging ter hand zal nemen.

## Kansspelen
Valsspelen bij kansspelen en weddenschappen is zolang zij bestaan al een verleiding voor de deelnemers geweest. Wanneer geld op het spel staat kan een gewiekste valsspeler een makkelijke inkomstenbron aanboren. Men kan bij kaartspellen de kaarten subtiel markeren met kleine tekens of gebogen hoekjes, of goede kaarten verstoppen in de kleren. Een andere truc is het opstellen van een spiegel op de juiste plaats. Kaarten tellen wordt door veel casino's bij eenentwintigen ook als valsspelen beschouwd, en wie hierop betrapt wordt zal meestal worden verwijderd. Ook bij andere kansspelen kan men de uitslag manipuleren: dobbelstenen kunnen verzwaard worden, evenals andere materialen. Door de sporters om te kopen kan men een sportuitslag manipuleren en daarmee weddenschappen hierop winnen.
De dader die betrapt wordt zal bij een casino op zijn minst niet meer toegelaten worden. Valsspelen is op zichzelf niet strafbaar, maar in sommige gevallen zal ook strafvervolging mogelijk zijn. In praktijk is dit echter zeer moeilijk na te trekken en zal Justitie eerder belangstelling hebben voor de organisator van het kansspel. In illegale weddenschappen kan een betrapte valsspeler rekenen op verwijdering, het afnemen van alle winst en wellicht ook molestering.